# 大基普恰克湖
大基普恰克湖（烏克蘭語：Великий Кипчак），是烏克蘭的湖泊，位於該國克里米亞半島，長0.5公里、寬0.4公里，面積0.12平方公里，平均水深0.3米，最大水深0.55米，湖畔城鎮有喬爾諾莫爾西克。